# Korg Triton

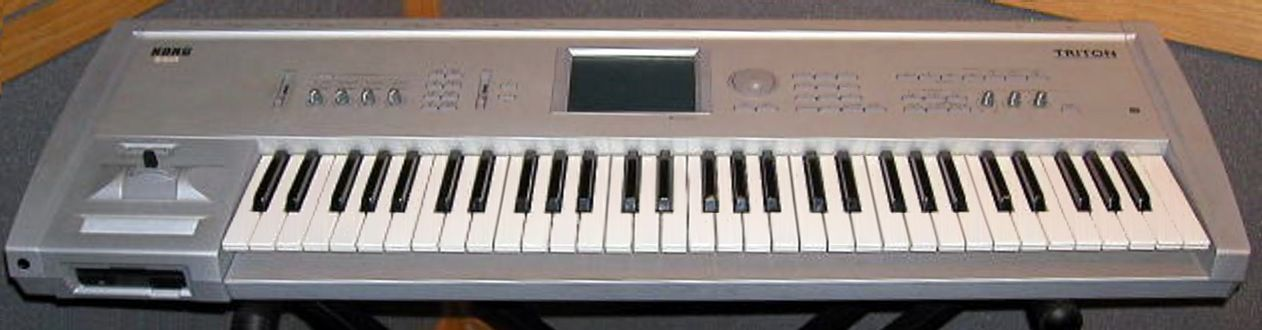
Korg Triton w wersji Classic 6 (61 klawiszy)

Korg Triton – seria stacji roboczych produkowanych od 1999 roku przez japońską firmę Korg.

## Seria i modele
Sama seria Triton składa się z 4 modeli, ale powstały też instrumenty pokrewne, takie jak: KARMA, czy niżej wymienione X50, TR. W skład serii Triton wchodzą następujące wersje: 
| MODEL               | ROK PREMIERY | OPIS/UWAGI                                                                      |
| ------------------- | ------------ | ------------------------------------------------------------------------------- |
| Triton              | 1999         | Pierwsza wersja Trtiona, wyświetlacz LCD 320x240p, dotykowy, 62 głosy polifonii |
| Triton Le           | 2000         | Odchudzona wersja Triton Classic, wyświetlacz LCD 240x80p, 62 głosy polifonii   |
| Triton Studio (ST)  | 2002         | Triton w nowym opakowaniu, dodano złącze S/PDIF, 120 głosów polifonii           |
| Triton Extreme (EX) | 2004         | Dodatkowo 128MB ROM, nowa obudowa, slot na kartę, 120 głosów polifonii          |

Później pojawiały się różne inne odmiany serii Triton, m.in.: TR (2006), X50 (2007), microX (2007) – mniejsza wersja X50.